# Vabres (Cantal)
Vabres és un municipi francès situat al departament de Cantal i a la regió d'Alvèrnia-Roine-Alps. L'any 2007 tenia 223 habitants.

## Demografia

### Població
El 2007 la població de fet de Vabres era de 223 persones. Hi havia 84 famílies de les quals 24 eren unipersonals (4 homes vivint sols i 20 dones vivint soles), 12 parelles sense fills, 40 parelles amb fills i 8 famílies monoparentals amb fills.
La població ha evolucionat segons el següent gràfic:
Habitants censats

### Habitatges
El 2007 hi havia 118 habitatges, 87 eren l'habitatge principal de la família, 18 eren segones residències i 13 estaven desocupats. 108 eren cases i 9 eren apartaments. Dels 87 habitatges principals, 73 estaven ocupats pels seus propietaris, 10 estaven llogats i ocupats pels llogaters i 4 estaven cedits a títol gratuït; 2 tenien dues cambres, 6 en tenien tres, 21 en tenien quatre i 58 en tenien cinc o més. 68 habitatges disposaven pel capbaix d'una plaça de pàrquing. A 28 habitatges hi havia un automòbil i a 51 n'hi havia dos o més.

### Piràmide de població
La piràmide de població per edats i sexe el 2009 era:
| Homes | Edats   | Dones |
| ----- | ------- | ----- |
| 0     | 95 o +  | 0     |
| 0     | 90 a 94 | 0     |
| 8     | 85 a 89 | 0     |
| 0     | 80 a 84 | 0     |
| 12    | 75 a 79 | 8     |
| 12    | 70 a 74 | 12    |
| 4     | 65 a 69 | 12    |
| 4     | 60 a 64 | 0     |
| 0     | 55 a 59 | 0     |
| 8     | 50 a 54 | 12    |
| 8     | 45 a 49 | 4     |
| 20    | 40 a 44 | 12    |
| 8     | 35 a 39 | 4     |
| 8     | 30 a 34 | 20    |
| 4     | 25 a 29 | 8     |
| 4     | 20 a 24 | 0     |
| 4     | 15 a 19 | 4     |
| 12    | 10 a 14 | 4     |
| 12    | 5 a 9   | 12    |
| 4     | 0 a 4   | 4     |

## Economia
El 2007 la població en edat de treballar era de 144 persones, 112 eren actives i 32 eren inactives. De les 112 persones actives 105 estaven ocupades (59 homes i 46 dones) i 7 estaven aturades (6 homes i 1 dona). De les 32 persones inactives 15 estaven jubilades, 12 estaven estudiant i 5 estaven classificades com a «altres inactius».

### Ingressos
El 2009 a Vabres hi havia 89 unitats fiscals que integraven 228,5 persones, la mediana anual d'ingressos fiscals per persona era de 14.028 €.

### Activitats econòmiques
L'únic establiment que hi havia el 2007 era d'una empresa d'hostatgeria i restauració.
L'any 2000 a Vabres hi havia 24 explotacions agrícoles que ocupaven un total de 1.134 hectàrees.

## Equipaments sanitaris i escolars
El 2009 hi havia una escola elemental integrada dins d'un grup escolar amb les comunes properes formant una escola dispersa.

## Poblacions més properes
El següent diagrama mostra les poblacions més properes.